# Führer-Begleit-Division
La Führer-Begleit-Division était une division d'infanterie mécanisée (en allemand : Panzergrenadier-Division) de l'Armée de terre allemande (la Heer), au sein de la Wehrmacht, pendant la Seconde Guerre mondiale.
Elle a été créée le 26 janvier 1945 à partir de la Führer-Begleit-Brigade. Le général Otto-Ernst Remer, en poste depuis le 1er septembre 1944 en tant que commandant de la Führer-Begleit-Brigade, a pris le commandement de cette unité.

## Composition

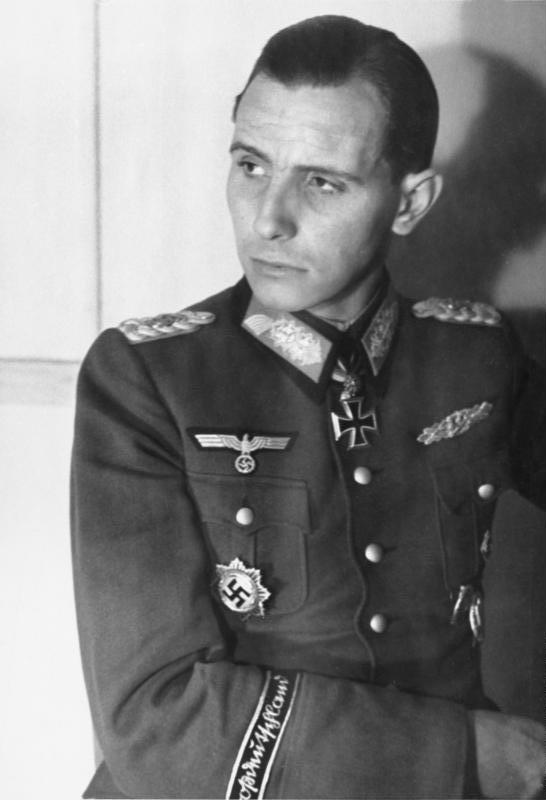
Otto-Ernst Remer en 1945.

Au moment de sa création, la division se compose des unités suivantes :
- Panzer-Grenadier-Regiment 100 ;
- Panzer-Regiment. 102 ;
- Pz.Späh-Kp. 102 ;
- Panzer-Jäger-Abteilung 673 ;
- Panzer-Artillerie-Regiment 120 ;
- Division-Einheiten 120.